# Pseudopyrochroa lateraria
Pseudopyrochroa lateraria  (лат.) — вид жуков-огнецветок из подсемейства Pyrochroinae. Распространён в Камчатском, Хабаровском и Приморском краях, на Корейском полуострове и в северо-восточном Китае. Жуки обитают в лесах; живут на стволах и под корой лиственных деревьев. Длина тела имаго 8—9,5 мм. Тело и конечности чёрные. Надкрылья светлые, красновато-бурые.